# Potres v Gudžaratu (2001)
Potres v Gujaratu leta 2001, znan tudi kot potres Bhudž, se je zgodil 26. januarja ob 08:46 po IST. Epicenter je bil približno 9 km jugozahodno od vasi Čobari v Bhačau Taluka v okrožju Kutč v Gudžaratu v Indiji.
Potres znotraj plošče je bil izmerjen z magnitudo 7,6 in se je zgodil na globini 17,4 km. Imel je največjo občuteno intenzivnost X (ekstremno) na Mercallijevi lestvici intenzivnosti. V potresu je umrlo od 13.805 do 20.023 ljudi (vključno 18 v jugovzhodnem Pakistanu), ranjenih je bilo še 167.000 in uničenih skoraj 340.000 stavb.

## Tektonska postavitev
Gudžarat leži 300–400 km od meje med Indijsko ploščo in Evrazijsko ploščo. Trenutno tektoniko še vedno urejajo učinki nenehnega trka celin vzdolž te meje. Med razpadom Gondvane v juri je to območje prizadelo razpokanje s približno smerjo zahod–vzhod. Med trčenjem z Evrazijo se je območje skrajšalo, kar je vključevalo tako reaktivacijo prvotnih prelomov razpok kot razvoj novih narivnih prelomov z majhnim kotom. Povezano zlaganje je oblikovalo niz območij, zlasti v osrednjem Kutču.
Žariščni mehanizem večine potresov je skladen z reverznim prelomom na ponovno aktiviranih riftnih prelomih. Vzorec dviganja in pogrezanja, povezan s potresom v mestu Kački Ran leta 1819, je skladen s ponovnim aktiviranjem takega preloma.
Potres v Gudžaratu leta 2001 je povzročil premik na prej neznani južni prelomnici, ki poteka vzporedno z domnevnimi strukturami razpok. S sunkom ni bilo povezanih nobenih večjih površinskih prelomov, kar ga je uvrščalo med potres s slepim sunkom. Veliko so poročali o bočnem širjenju in pri Bharodia in Manfara so opazili zdrsni prelom.

## Vpliv
| Površina      | Mrtvi  | Ranjeni |
| ------------- | ------ | ------- |
| Bhudž         | 13.572 | 21.456  |
| Ahmedabad     | 729    | 827     |
| Radžkot       | 385    | 1447    |
| Džamnagar     | 117    | 2148    |
| Surendranagar | 103    | 2673    |
| Surat         | 46     | 157     |
| Banaskantha   | 36     | 119     |
| Patan         | 33     | 946     |

Čeprav se število smrtnih žrtev v glavnem giblje med 13.805 in 20.023, je bilo v zgodnejših poročilih število smrtnih žrtev ocenjeno na 125.000, kar je bilo znatno precenjeno. Bhudž, ki je le 20 km stran od epicentra, je bil opustošen. Precejšnja škoda je nastala tudi v Bhačau in Andžarju, kjer je bilo zravnanih na stotine vasi. Več kot milijon stavb je bilo poškodovanih ali uničenih, vključno s številnimi zgodovinskimi stavbami in turističnimi znamenitostmi. Potres je uničil približno 40 % domov, osem šol, dve bolnišnici in 4 km ceste v Bhudžu ter delno uničil mestni zgodovinski tempelj Svaminarajan in zgodovinski utrdbi Prag Mahal in Aina Mahal. Indijski nacionalni sklad za umetnost in kulturno dediščino (INTACH) je pregledal več kot 250 stavb kulturne dediščine v Kutču in Sauraštri in ugotovil, da jih je približno 40 % porušenih ali resno poškodovanih. Samo 10 % jih je bilo nepoškodovanih. Javna bolnišnica se je zrušila v Bhudžu in v njej umrlo okoli 150 bolnikov.
V Ahmedabadu, komercialni prestolnici Gudžarata s približno 8,2 milijona prebivalcev (po podatkih iz leta 2011), se je zrušilo kar 80 večnadstropnih stavb in umrlo 729 ljudi. Skupna materialna škoda je bila ocenjena na 7,5 milijarde dolarjev. V Kutču je potres uničil približno 60 % zalog hrane in vode ter okoli 258.000 hiš, kar je 90 % stanovanjskega sklada okrožja. Največji udarec je bilo popolno rušenje civilne bolnišnice Bhudž. Indijska vojska je zagotovila nujno podporo, ki jo je kasneje okrepila Mednarodna federacija Rdečega križa in Rdečega polmeseca. Začasna bolnišnica Rdečega križa je ostala v Bhudžu, da bi zagotovila oskrbo, medtem ko so zgradili nadomestno bolnišnico.

## Rekonstrukcija
Štiri mesece po potresu je vlada Gudžarata objavila politiko obnove in sanacije po potresu. Politika je predlagala drugačen pristop k urbani in podeželski gradnji z ocenjenimi stroški obnove na 1,77 milijarde ameriških dolarjev.
Glavni cilji politike so vključevali popravilo, gradnjo in krepitev hiš in javnih zgradb. Drugi cilji so vključevali oživitev gospodarstva, zdravstveno podporo ter obnovo skupnosti in socialne infrastrukture.

### Nastanitev
Stanovanjska politika je bila osredotočena na odstranjevanje ruševin, postavitev začasnih bivališč, popolno obnovo poškodovanih hiš in prenovo nepoškodovanih enot. Politika je vzpostavila proces obnove stanovanj, ki ga vodi skupnost. V potresu prizadete skupnosti so dobile možnost popolne ali delne preselitve v obnovo na kraju samem. Skupno število upravičenih hiš za obnovo je bilo 929.682, skupno število upravičenih hiš za rekonstrukcijo pa 213.685. Do leta 2003 je bilo 882.896 (94 %) hiš popravljenih in 113.271 (53 %) rekonstruiranih.

### Načrtovanje mesta
Skupina Environmental Planning Collaborative (EPC) je bila pooblaščena za izdelavo novega mestnega načrta za mesto Bhudž. Načrt je bil osredotočen na ustvarjanje širšega omrežja cest za zagotovitev nujnega dostopa do mesta. EPC je uporabil zemljiško preureditev (LR) v obliki osmih urbanističnih shem. To je bilo izvedeno tako, da se je zemljišče odštelo od velikosti zasebnih parcel, da bi se ustvarilo ustrezno javno zemljišče za razširitev cest. Preostala zemljišča so bila ponovno prilagojena in vrnjena prvotnim lastnikom kot končne parcele.

## Pomoč
Vlada Gudžarata je ustvarila štiri pakete pomoči v vrednosti do 1 milijarde USD za podporo obnove in rehabilitacije mesta. S temi paketi so pomagali približno 300.000 družinam. Vlada je tudi napovedala 2,5 milijona ameriških dolarjev za oživitev malih, srednjih in domačih podjetij. Svetovna banka in Azijska razvojna banka sta prav tako zagotovili posojila v vrednosti 300 milijonov dolarjev oziroma 500 milijonov dolarjev.
Pomoč so ponudile številne države in organizacije.

## Spominska obeležja
Smritivan, spominski park in muzej, posvečen žrtvam potresa, je bil zgrajen na vrhu hriba Bhudžia v Bhudžu in odprt leta 2022. Razprostira se na površini 470 arov in ima več kot 13.805 dreves, posajenih v park in 108 majhnih zbiralnikov vode, ustvarjenih na hribu.
Veer Balak Smarak v Andžarju je spomenik, posvečen 185 šolarjem in 20 učiteljem, ki so umrli med potresom.